# Wyższa szkoła nauczycielska
Wyższa szkoła nauczycielska (WSN) – typ szkoły wyższej kształcącej nauczycieli, utworzony na przełomie lat 60 i 70 XX wieku; szkoły te zostały później przekształcone w wyższe szkoły pedagogiczne, a następnie akademie lub uniwersytety:
utworzone w 1968 roku:
- Wyższa Szkoła Nauczycielska w Szczecinie,
utworzone 19 czerwca 1969:
- Wyższa Szkoła Nauczycielska w Bydgoszczy,
- Wyższa Szkoła Nauczycielska w Kielcach,
- Wyższa Szkoła Nauczycielska w Olsztynie,
- Wyższa Szkoła Nauczycielska w Słupsku,

utworzona 29 lipca 1969:
- Wyższa Szkoła Nauczycielska w Siedlcach,

utworzone 30 lipca 1971 

:
- Wyższa Szkoła Nauczycielska w Częstochowie,
- Wyższa Szkoła Nauczycielska w Zielonej Górze.